# Sint-Elisabethhospitaal (Herve)
Het Sint-Elisabethhospital (Hospice Sainte-Elisabeth) is een voormalig hospitaal, gelegen in het Belgische stadje Herve, aan het Place Lecomte 29.

## Geschiedenis
Er stond op deze plaats reeds vanaf 1400 een hospitaal. In 1652 werd het herbouwd. Het was niet groot, met drie kamers en een keuken op de begane grond, en twee kamers op de eerste verdieping, die met een strodak was bedekt. De kapel werd ingewijd in 1753 en in 1761 werd pas een volwaardige, met leien bedekte, verdieping gebouwd. In 1855 werd het oude hospitaal gesloopt en vervangen door een deel van het huidige complex.
Het andere deel ontstond in 1810, toen Henri Lecomte een aanpalend huis kocht en op de plaats daarvan een ander hospitaal oprichtte, het Hôpital Saint-Henri. Beide hospitalen werden verenigd. Later werd in het complex een bejaardentehuis gevestigd.

## Gebouw
Van het complex heeft met vooral de kapel historische waarde. Deze eenbeukige kapel van 1752 werd gebouwd in barokstijl. Kenmerkend zijn het driehoekige fronton, de pilasters in kalksteen en de nis boven de ingang met het beeld van Elisabeth van Hongarije. Hierboven bevindt zich een gevelsteen in rococostijl met het chronogram: CVrIs RaVregarD De soVroVX et henrar DefeChereVX erIgebatVr.
Het koor is driezijdig afgesloten. Op het dak bevindt zich een zeskante dakruiter.